# Lunes (tango)
Lunes es un tango compuesto en 1927, cuya música pertenece al tucumano José Luis Padula en tanto la letra escrita sobre la misma es de Francisco García Jiménez. El tango es “una viñeta cantable, que se apoya en su delicioso ritmo juguetón” y su letra “ensaya una sintética confrontación entre los dulces sueños del domingo y la dura verdad del lunes”. El nombre original de la obra era Lunes 13 se cambió al actual cuando en 1929 García Jiménez le puso letra. 

## Los autores
José Luis Padula ( Tucumán 30 de octubre de 1893 – Buenos Aires,  12 de junio de 1945 ) fue un guitarrista, pianista, compositor y director de orquesta dedicado al género del tango. fue un guitarrista, pianista, compositor y director de orquesta dedicado al género del tango. Con grandes dotes naturales para la música, nunca aprendió a leer el pentagrama, fue un prolífico compositor entre cuyas obras se destacan los tangos 9 de Julio, su mayor éxito, y Lunes,  su otro tema más difundido. Sus obras, algunas de ellas reiteradamente grabadas, se destacan por sus líneas melódicas tan sencillas como ricas de hermosa originalidad, conocieron el éxito al ser publicadas y su difusión se prolonga hasta el presente.
Francisco García Jiménez ( Buenos Aires, Argentina, 22 de septiembre de 1899 – misma ciudad 5 de marzo de 1983 ) fue un poeta, letrista y comediógrafo que tuvo una extensa carrera en Argentina. Ya en la década de 1910 algunas de sus poesías aparecieron en varias publicaciones, entre ellas la revista Mundo Argentino. Su primera obra teatral, escrita en colaboración con José de la Vega, se tituló La Décima Musa y se estrenó en 1918 en el Teatro Variedades y en los años siguientes produjo una treintena de obras de teatro y cuentos y ensayos de su autoría se difundieron en El Hogar, La Prensa, La Nación, Mundo Argentino y otras publicaciones.
Entre sus libros se cuentan Así nacieron los tangos, Carlos Gardel y su época , Estampas de tango, Memorias y fantasmas de Buenos Aires, El Tango y Vida de Carlos Gardel. Para el cine colaboró en varios guiones vinculados al tango. Su faceta más destacada fue la composición de letras de tango, que comenzó en 1921 con Zorro gris, que musicalizó Rafael Tuegols, y continuó con a lo largo de los años hasta llegar a tener más de 140 registradas en SADAIC. Algunas de sus letras fueron Allá en el cielo,  Bailongo de los domingos , Siga el corso, Barrio pobre, Carnaval, Farolito de papel, El Huérfano, Lo que fuiste, Malvón, Mariposita , La Mentirosa, Palomita blanca, Príncipe, Rosicler, Tus besos fueron míos, La última cita, La Violetera, ¡Viva la Patria! y Ya estamos iguales a las que pusieron música compositores del talento de Elvino Vardaro, Rafael Tuegols, Ricardo Tanturi, José Luis Padula, Miguel Padula y Luis Minervini,

## Historia
Lunes, posiblemente es el otro tema más difundido aparte de 9 de Julio; contó Padula que una vez fue a una casa de música de Rosario y al preguntar qué nuevos tangos exitosos había le respondieron: Hay dos: 9 de Julio y Lunes, pero no están editados. El nombre original de la obra era Lunes 13 y se cambió al actual cuando en 1929 García Jiménez le puso letra; fue dedicada a Francisco Canaro –quien lo grabó en 1927-, y a Minotto Di Cicco, es “una viñeta cantable, que se apoya en su delicioso ritmo juguetón” y su letra “ensaya una sintética confrontación entre los dulces sueños del domingo y la dura verdad del lunes” de sus personajes, Josefina y el lungo Pantaleón. Al final enciende una luz de esperanza para el siguiente domingo:
No hay mal, muchachos, que dure cien años
y ligaremos también un bizcocho...
A lo mejor acertamos las ocho
¡y quién te ataja ese día, corazón!...

## Grabaciones
Entre otros, lo grabó Alfredo De Angelis con la voz de Carlos Dante, Jorge Omar con la orquesta de Antonio Bonavena y en versiones instrumentales, la Orquesta Típica Victor el 9 de abril de 1930, el Trío José Padula en 1935 Roberto Firpo el 15 de marzo de 1932 y Juan D'Arienzo el 30 de septiembre de 1938.